# 남해도서관
남해도서관은 경상남도 남해군 남해읍 소재의 도서관이다.

## 연혁
- 1972년 4월 24일 남해군립 도서관 설치 조례 공포(남해군 조례 제 195호)
- 1972년 4월 25일 개관(현 남해교육청 과학자료실)
- 1983년 10월 5일 도서관 이전 건립 추진위원회 발족 유임두 위원장 선임
- 1984년 4월 20일 도서관 이전 공사 착공
- 1984년 5월 22일 남해군립도서관 설치조례 개정(남해군 조례 제844호)
- 1991년 3월 25일 경상남도 도립도서관 설치조례 개정 - 남해도서관으로 명칭 변경
- 2001년 2월 19일 경상남도교육감 지정 평생학습관 운영
- 2002년 3월 28일 디지털 자료실 설치
- 2004년 2월 1일 전자책 VOD 서비스 개시
- 2014년 1월 1일 학교도서관 지원 제14센터 지정
- 2014년 5월 11일 도서관자동화(RFID) 기기 구축
- 2015년 12월 23일 도서관 외벽 공사 / 종합자료실, 디지털자료실 통합 리모델링
- 2016년 9월 5일 유아자료실 증축
- 2017년 6월 13일 장애인 편의시설(승강기) 설치

## 시설 현황
| 지하층 | 지하실        | 73.1     |       | 각종 물품 보관            |
| 1층    | 어린이자료실  | 129.3    | 24    | 어린이 자료 대출 및 열람  |
| 1층    | 유아자료실    | 44       | 20    | 유아 자료 대출 및 열람    |
| 1층    | 관장실/행정실 | 51.84    |       |                           |
| 1층    | 서고실        | 51.84    |       |                           |
| 1층    | 북카페        | 15       | 4     |                           |
| 1층    | 화장실        | 25.92    |       | 장애인용 설치             |
| 1층    | 창고          | 3.2      |       |                           |
| 1층    | 로비          | 36.84    |       |                           |
| 1층    | 중앙계단실    | 25.92    |       |                           |
| 1층    | 서편계단실    | 30       |       |                           |
| 1층    | 승강기        | 4.05     |       |                           |
| 1층    | 복도          | 58.32    |       |                           |
| 1층    | 소계          |          | 48    |                           |
| 2층    | 종합자료실    | 274.82   | 5     | 각종자료대출 및 열람,복사 |
| 2층    | 디지털자료실  | 51.84    | 16    | 이용자 학습공간           |
| 2층    | 화장실        | 25.92    |       |                           |
| 2층    | 중앙계단실    | 25.92    |       |                           |
| 2층    | 서편계단실    | 30       |       |                           |
| 2층    | 종합자료실    | 4.05     |       |                           |
| 2층    | 소계          |          | 69    |                           |
| 3층    | 강좌실1       | 51.84    | 21    |                           |
| 3층    | 강좌실2       | 129.56   | 80    |                           |
| 3층    | 자유학습실    | 51.84    | 34    |                           |
| 3층    | 서버실        | 14.1     |       |                           |
| 3층    | 문서고        | 10.2     |       |                           |
| 3층    | 물품관리실    | 10.8     |       |                           |
| 3층    | 복도          | 58.32    |       |                           |
| 3층    | 화장실        | 25.92    |       |                           |
| 3층    | 중앙계단실    | 25.92    |       |                           |
| 3층    | 서편계단실    | 30       |       |                           |
| 3층    | 승강기        | 4.05     |       |                           |
| 3층    | 소계          |          | 321   |                           |
| 합계   | 합계          | 1,374.43 | 321석 |                           |

## 이용 시간
- 어린이자료실/종합자료실: 화~일요일 09:00 ~ 18:00
- 디지털자료실: 화~일요일 09:00 ~ 17:30
- 자유학습실: 화~일요일 09:00 ~ 21:00 / 월요일 09:00 ~ 18:00

## 휴관일
- 어린이자료실, 종합자료실, 디지털자료실: 매주 월요일, 국경일 관장지정공고일
- 자유학습실: 국경일 및 관장지정공고일